# NGC 6433
NGC 6433 est une vaste galaxie spirale située dans la constellation d'Hercule. Sa vitesse par rapport au fond diffus cosmologique est de 7 449 ± 6 km/s, ce qui correspond à une distance de Hubble de 109,9 ± 7,7 Mpc (∼358 millions d'al). NGC 6433 a été découverte par l'astronome allemand Albert Marth en 1864.
La classe de luminosité de NGC 6433 est II et elle présente une large raie HI.
À ce jour, quatre mesures non basées sur le décalage vers le rouge (redshift) donnent une distance de 89,350 ± 2,574 Mpc (∼291 millions d'al), ce qui est à l'extérieur des valeurs de la distance de Hubble. Notons que c'est avec la valeur moyenne des mesures indépendantes, lorsqu'elles existent, que la base de données NASA/IPAC calcule le diamètre d'une galaxie et qu'en conséquence le diamètre de NGC 6433 pourrait être d'environ 67,1 kpc (∼219 000 al) si on utilisait la distance de Hubble pour le calculer.